# John Berryman
John Allyn Berryman, nato John Allyn Smith jr. (McAlester, 25 ottobre 1914 – Minneapolis, 7 gennaio 1972), è stato un poeta statunitense.
È ritenuto uno dei principali poeti americani del XX secolo e tra i fondatori della Confessional poetry, uno stile che al poeta richiedeva di buttar via la maschera e aprirsi completamente rivelando di sé stesso tutto, anche ciò che comunemente a tutela del proprio onore non si direbbe mai. Berryman è l'autore di The Dream Songs, in cui ciascuna poesia è strutturata intorno ad una emozione provocata da un evento di tutti i giorni. Berryman si suicidò nel 1972. Di se stesso da giovane disse: «Io non volevo essere "come" Yeats; volevo "essere" Yeats».

## Biografia

### Primi anni
John Allyn Smith jr., era il primo dei due figli di John Allyn Smith, funzionario di banca, e Martha Little, insegnante, entrambi di religione cattolica. A partire dall'età di cinque anni, John, jr. va a Messa ogni domenica e studia in scuole cattoliche, nel 1923 ricevette la prima comunione. Berryman, da adulto, avrebbe ricordato con un misto di orgoglio ed incredulità che lui e quel ragazzo non erano mai potuti essere la stessa persona, "I believed in God and my guardian angel to the hilt" (Credevo in Dio e nel mio angelo custode fino in fondo).  Dopo svariati anni di lavoro in Oklahoma, Smith con la famiglia, che ora comprendeva anche il secondogenito Robert Jefferson nato nel 1917, decise di trasferirsi a Tampa in Florida dove si presentava la possibilità di sfruttare una situazione favorevole al suo lavoro. Purtroppo a metà degli anni 1920, questo boom economico svanì e con esso le iniziative imprenditoriali in campo immobiliare del banchiere Smith.
Travolto dagli eventi, Smith divenne depresso e scontroso, tant'è che se ne videro le conseguenze nei rapporti con la moglie che iniziò una relazione con John Angus Berryman, il loro padrone di casa. Smith si suicidò con un colpo di pistola il 26 giugno 1926 davanti a casa sua, a poca distanza dalla finestra dietro la quale John assistette alla drammatica scena. Tre mesi dopo, la vedova Smith convolò a nozze con John Berryman (dal quale divorzierà dieci anni dopo). Il dodicenne John venne ufficialmente adottato da Berryman e assunse il cognome del patrigno. Gli eventi che portarono alla morte del padre influenzeranno profondamente la vita e l'opera di John Berryman.

### Istruzione
La famiglia si trasferì a New York alla fine del 1926 e nel 1928 Berryman venne iscritto alla South Kent School, una "scuola preparatoria" episcopale nel Connecticut, nota più per le attività ginniche che per l'eccellenza accademica. Quando Berryman arrivò non riuscì ad amalgamarsi nell'ambiente e divenne facilmente un bersaglio del bullismo praticato dai ragazzi più grandi. A causa di questa situazione nel febbraio del 1931 mentre Berryman era in giro incontrò tre studenti delle classi superiori e volarono parole, sfottò e palle di neve. Quando Berryman si vide sopraffatto, sentendo in lontananza il fischio del treno che sarebbe passato di lì a poco, ebbe uno scatto improvviso lanciandosi verso i binari. Fortunatamente gli altri, spaventati da questa piega degli eventi, riuscirono a tirarlo via dai binari poco prima che passasse il treno. A parte queste disavventure, Berryman eccelse nel ciclo di studi a South Kent e fu il primo ragazzo nella storia di questa scuola a diplomarsi prima ancora di completare l'ultimo trimestre.
Nel 1932, Berryman si iscrisse al Columbia College (la futura Columbia University) dove venne seguito negli studi dal poeta ed erudito Mark Van Doren che fu per il giovane studente una figura paterna e una guida spirituale, "If during my stay at Columbia I had met only Mark Van Doren and his work, it would have been worth the trouble. It was the force of his example, for instance, that made me a poet" (Se durante il mio soggiorno alla Columbia avessi incontrato solo Mark Van Doren e le sue opere, ne sarebbe valsa la pena. È stata la forza del suo esempio, ad esempio, a rendermi un poeta). Van Doren contraccambiava il rispetto e l'affetto di Berryman ricordandolo come "first and last a literary youth: all of his thought sank into poetry, wich he studied and wrote as if there were no other exercise for the human brain" (prima e ultima giovinezza letteraria: tutto il suo pensiero era immerso nella poesia, che studiava e scriveva come se non ci fosse altro esercizio per il cervello umano).
Al Columbia, John, quasi in reazione alle angherie subite a South Kent, fu uno studente molto vivace per i suoi interessi nello sport e nel correre dietro alle sottane, ma arrivò il momento in cui egli "finally became alive to the wonder of literature and to the possibility of his own creativity" (finalmente si rese conto della meraviglia della letteratura e della possibilità della sua stessa creatività), essendo anche spronato dalla madre ad attenersi a "work, little play, punctuality, honesty" (lavoro, poco svago, puntualità e onestà). Nel 1935 cinque componimenti di Berryman vennero pubblicati dalla Columbia Review, mentre altre quattro poesie inserite nella Columbia Poetry vinsero un premio di cinquanta dollari, di questi componimenti uno dal titolo 'Note on E. A. Robinson' venne pubblicato nella rivista The Nation.
Nel 1936 ottenne il "Bachelor of Arts" con una tesi in Letteratura Inglese e vinse una "Kellett Fellowship", una borsa di studio da fruirsi per un biennio presso il Clare College di Cambridge in Inghilterra. Durante questo periodo ebbe modo di incontrare autori quali W. B. Yeats, T. S. Eliot, W. H. Auden e Dylan Thomas. Verso la fine del soggiorno in Inghilterra, Berryman si appassionò allo studio delle opere di Shakespeare tanto da vincere un premio prestigioso, la "Charles Oldham Shakespeare Scholarship", primo americano a ricevere tale onore. Nonostante questo, egli ebbe modo di affermare "It's awfully silly, I think ever to do anything but read Shakespeare - particularly when we've only one lifetime" (Penso che sia terribilmente sciocco fare qualsiasi cosa che non sia leggere Shakespeare, soprattutto quando abbiamo una sola vita).

## Vita pubblica e privata
Dopo aver completato il ciclo di studi, nel 1939, al ritorno negli USA, Berryman iniziò a lavorare per la rivista The Nation come redattore per la poesia e al contempo intraprende la carriera universitaria come "Instructor in English" presso la Wayne University di Detroit. Nel dicembre dello stesso anno, Berryman venne ricoverato per esaurimento nervoso e sintomi di epilessia. Lungo tutta la sua vita il poeta dovette lottare continuamente per raggiungere un equilibrio mentale ed emotivo, l'esito di questa battaglia fu reso più precario per il continuo e crescente affidarsi all'alcol. Nel 1940 Berryman accettò un incarico di docente presso l'Università di Harvard e qui nel 1942 sposò Eileen Patricia Mulligan. Nel 1972 la Mulligan, con il suo nuovo cognome da risposata, Simpson, pubblicherà il romanzo autobiografico The Maze, nel quale descrive il tempestoso rapporto con Berryman.
Nel 1943 Berryman lasciò Harvard ma non riuscì subito a trovare un altro impiego all'altezza delle sue aspettative, comunque prima che l'anno finisse venne invitato dal poeta Richard Blackmur presso Princeton come insegnante di inglese. Berryman si fermerà a Princeton per i successivi dieci anni. Dopo il primo anno di insegnamento, Berryman, avendo vinto una borsa di studio, poi rinnovata per l'anno accademico 1945/46, promossa dalla Rockefeller Foundation si impegnò nella critica testuale delle opere di Shakespeare con particolare riguardo ad una edizione critica del Re Lear. Il vero e proprio amore di Berryman per lo studio delle opere di Shakespeare non venne coronato dalla edizione del Re Lear curata da Berryman ma, come sottolinea Haffenden, "however, even if we did not get Berryman's edition of King Lear, we have gained his first masterpiece, Homage to Mistress Bradstreet, which took inspiration directly from Lear -though critics of Berryman have not yet evaluated to the full the degree to which his poem is fired by Shakespeare" (tuttavia, anche se non abbiamo ricevuto l'edizione di Re Lear di Berryman, abbiamo ottenuto il suo primo capolavoro, Omaggio a Mistress Bradstreet, che ha preso ispirazione direttamente da Lear - anche se i critici di Berryman non hanno ancora valutato appieno il grado in cui la sua poesia è ispirata a Shakespeare).
Nel 1946 Berryman riprese l'insegnamento ed ebbe fra i suoi allievi il poeta W.S. Merwin, il romanziere Frederick Buechner e il traduttore e critico William Arrowsmith. Ben presto Berryman divenne famoso per la sua carismatica tecnica didattica. Oltre alla notorietà accademica Berryman, purtroppo, cominciò a guadagnarsi una cattiva reputazione per il suo bere smodato, per essere un donnaiolo e per il suo carattere che poteva passare in breve tempo da affettuoso ad intimidatorio. Fu ben chiaro ad amici e studenti che la sua volubilità e la sua soggezione all'alcol scaturivano dalla impari lotta che Berryman dovette affrontare con le sue insicurezze, il suo disorientamento e la sua autocommiserazione. Nel 1950 insegnò presso la University of Washington e ottenne per l'anno accademico 1951/52 la nomina a "Elliston Lecturer in Poetry" presso la University of Cincinnati.
Nonostante il successo dei suoi scritti e della sua carriera di professore, l'auto-compiatimento e la sempre più pesante dipendenza dall'alcol ormai lasciavano dei gravi segni nella vita personale di Berryman. Cercò aiuto nell'analisi e persino nelle terapie di gruppo ma con scarsissimi risultati. Nell'autunno del 1953, dopo dieci anni di matrimonio, la moglie Eileen lo lasciò. Per Berryman questo abbandono fu un duro colpo, cercò di non perdere definitivamente il contatto con lei scrivendole spesso e in una di queste lettere riapparve il filo rosso del suicidio, "Suddenly, in the midst of his letter, he told Eileen he was seriously considering jumping off the George Washington Bridge" (All'improvviso, nel bel mezzo della sua lettera, disse a Eileen che stava seriamente pensando di buttarsi dal ponte George Washington).

### L'officina dei poeti
Nel 1954 Berryman insegnò presso il Writer's Workshop della University of Iowa ed ebbe, fra gli altri, come allievo W. D. Snodgrass, il poeta fondatore dello stile confessionale. Il poeta William Dickey scrisse nel Seems Like Old Times di Ed Dinger: "Io ho avuto due occasioni fortunate nella mia carriera di allievo di corsi di poesia, la prima volta per aver frequentato il Reed College con Gary Snyder, Philip Whalen e Lew Welch, la seconda volta per aver seguito lo straordinario e denso di contenuti laboratorio per la poesia di John Berryman avendo come colleghi W. D. Snodgrass, Donald Justice, Philip Levine, Paul Petrie, Robert Dana, Constance Urdang, Jane Cooper, Donald Finkel, Henri Coulette — la lista è così lunga da andare oltre le mie capacità mnemoniche. Senza dubbio fu un corso che io affrontai con rapimento e timore, dovuto in parte al carattere spigoloso e sbrigativo di Berryman, come quando, avendomi preavvisato che avrebbe messo in mostra la profonda limitatezza di un mio componimento, egli lo mostrò ostentatamente alla classe, guardandolo con disgusto, e disse 'Ecco, cosa possiamo dire di questa ridicola poesia?'".
"Mi ricordo - soggiungeva Robert Dana - di un giorno in quei vecchi capannoni di latta che ci servivano come classe vicino al fiume, quando John Berryman scarabocchiò sulla lavagna alcuni miei versi e tutto ad un tratto gridò verso la fila di sedie,'Dana!, sai che cos'è questo?' e scandendo rapidamente le parole disse, 'Un caos di metrica! ecco cos'è! Un caos di metrica!'" Ma proprio il caos svolse un grande e naturale ruolo nella vita di Berryman, compresa la sua poesia:  "Fu proprio quel tipo di approccio infuocato che, nel giro di due settimane, ridusse la classe di Berryman da circa 40 elementi a solo tredici." Dana proseguiva: "Mi piace pensare a noi sopravvissuti come ai 'Tredici fortunati' ma eravamo anche dei pazzi. Pazzi per il tipo di tenacia che ci volle per affrontare quella particolare miscela di eccentricità, brillantezza ed anche crudeltà di John. Comunque, si può dire che a modo nostro siamo stati anche degli audaci."
"Phil Levine una sera colpì Berryman con un pugno in un occhio, rompendogli gli occhiali e da quel incidente iniziò una duratura amicizia." Berryman attribuiva un grande significato a questo tipo di relazioni interpersonali. La questione, però, è se egli abbia esercitato sui suoi studenti un influsso maggiore di quello che gli stessi studenti abbiano esercitato su di lui. D'altro canto, il poeta inglese contemporaneo di W. H. Auden, Stephen Spender, non credeva che questo tipo di clima confidenziale servisse molto ai poeti. Spender ha scritto: "Il cattivo - o forse è meglio dire tragico — esito di questo tipo di patronato praticato nelle università americane consiste in un effetto deprimente sui maggiori talenti. Io credo che le morti tragiche e quelle per suicidio di autori quali Randall Jarrell, Theodore Roethke e dello stesso John Berryman siano connesse alla loro condizione di persone essenzialmente sole, nonostante fossero al centro dell'ammirazione generale."
L'esperienza straordinaria del Writer's Workshop terminò alla ripresa delle lezioni nell'autunno del 1954. Berryman fu costretto a rassegnare le dimissioni per essere stato rinchiuso in cella per una notte. Berryman, una sera, tornò a casa ubriaco e non riuscendo a trovare la chiave provò ad entrare forzando la porta d'ingresso. La moglie del padrone di casa chiamò la polizia che arrestò Berryman per "condotta disordinata". Nel 1955, Berryman fu invitato dal poeta Allen Tate a tenere lezioni di materie umanistiche presso la University of Minnesota a Minneapolis. Qui doveva finire tragicamente la carriera accademica e la tumultuosa vita di questo straordinario poeta.
Nel 1956, pochi giorni dopo la sentenza di divorzio dalla prima moglie, Berryman sposò la ventiquattrenne Anne Levine. Questa relazione fu caratterizzata dalla nascita del primogenito Paul ma anche da frequenti discussioni che ne incrinarono la saldezza. Nel 1957, Berryman fu nominato professore associato e partecipò ad un giro di conferenze in India patrocinato dal Dipartimento di Stato. Una volta rientrato dovette essere ricoverato per esaurimento nervoso. Nel 1959 divorziò dalla seconda moglie. Nel 1961, Berryman sposò la ventiduenne Kate Donahue dalla quale nacquero due figlie, Martha e Sara. Nel 1969, Berryman fu nominato Regents' Professor of Humanities e la Drake University gli conferì una laurea honoris causa.
Purtroppo l'altra faccia dei riconoscimenti riservati ad un grande poeta fu l'abbandonarsi sempre più da parte di Berryman all'alcol tanto che durante le lezioni faticava a farsi comprendere e si lasciava prendere da repentini cambi di umore. Fra il 1969 e il 1970 dovette ricorrere a dei centri di recupero. Nel 1971, a Berryman fu assegnata una borsa di studio, la Senior Fellowship del National Endowment for the Humanities, che gli consentì di completare la sua biografia critica di Shakespeare. Sfortunatamente la fama di grande poeta non l'aiutò a trovare la via d'uscita dalla disperazione e dall'autocommiserazione che, comunque, hanno reso così unica e coinvolgente la sua poesia.

### Suicidio
Nel 1926, quando il poeta era dodicenne, suo padre, John Allyn Smith, Sr. si suicidò.  La vista del padre suicida ossessionò John Berryman tanto da ripercuotersi sui suoi componimenti, infatti questo tema è richiamato nei Dream Songs indirettamente varie volte e direttamente solo una volta, là dove il poeta si augura di poter distruggere il corpo del padre.  Purtroppo nella maturità, l'etilismo e la depressione interferirono pesantemente con la capacità di Berryman di tenere lezioni, di parlare in pubblico e di applicarsi nel suo lavoro. Il 7 gennaio 1972, Berryman, ancora ossessionato dal destino del padre, pose fine ai suoi giorni lanciandosi nel fiume Mississippi dal Washington Avenue Bridge di Minneapolis. Questo tragico evento ha avuto una vasta eco nella cultura popolare, fra le tante canzoni dedicate a John Berryman ricordiamo Stuck Between Stations del gruppo statunitense The Hold Steady, in cui è resa una libera descrizione della morte del poeta. I versi descrivono la completa solitudine percepita da Berryman nonostante la fama raggiunta e ce lo presentano nell'ultimo giorno mentre passeggia con il demonio sul Washington Bridge:

The Devil and John Berryman took a walk together

They ended up on Washington talking to the river

He said "I surrounded myself with doctors and deep thinkers

But big heads with soft bodies make for lousy lovers".

There was that night that we thought that John Berryman could fly.

But he didn't so he died.

She said "you're pretty good with words but words won't save your life"

And they didn't so he died.

He was drunk and exhausted, but he was critically acclaimed and respected.
Il Diavolo e John Berryman fecero insieme una passeggiata

e giunsero sul Washington Bridge per parlare con il fiume

Egli disse "Ho avuto intorno a me dottori e grandi pensatori

ma grandi teste con corpi morbidi sono per amanti pessimi".

Fu proprio quella la notte in cui pensammo che John Beryman potesse volare.

Ma non ci riuscì e così morì.

Ella disse "tu sei veramente bravo con le parole ma le parole non ti salveranno la vita"

E così fu che egli morì.

Egli era ubriaco ed esausto, tuttavia è stato acclamato ed ossequiato dalla critica.

## Opere
Nel 1940 alcuni componimenti di Berryman vennero pubblicati nel volume collettaneo Five Young American Poets che conteneva anche poesie di Mary Barnard, Randall Jarrell, W. R. Moses e George Marion O'Donnell. Le poesie di Berryman presenti nel volume collettaneo vennero ripubblicate dall'autore nel 1942 in un opuscolo dal titolo Poems. La critica lodò il poeta per la precisa tecnica poetica e il suo stile impersonale. Altri recensori trovarono nell'autore una eccessiva attenzione per la forma ed una carenza di emozioni e di contenuto.
Nel 1948, Berryman pubblicò il suo primo libro, The Dispossessed. In questo volume di poesie prevaleva la disperazione e il caos ed il poeta utilizzava gli eventi tragici della 2ª guerra mondiale come termine di paragone per i suoi drammi interiori. La struttura sintattica si presentava troppo elaborata tanto da rendere spesso difficile la comprensione dei versi. Nonostante le opposte critiche ricevute, per quest'opera a Berryman venne conferito lo Sherry Memorial Award da parte della Poetry Society of America.
Negli anni 1946/1947, il poeta, mentre era docente a Princeton, trovò ispirazione nella relazione extraconiugale avuta con la moglie di un giovane laureato. Il risultato poetico di questa relazione furono i 115 sonetti che compongono il volume Berryman's Sonnets pubblicati, però, solo venti anni dopo nel 1967. In quest'opera che può essere definita come lo svolgersi di una cronaca dei suoi sentimenti contrastanti di euforia, senso di colpa, ansia e speranza, "Berryman può coniugare l'attuale con l'assoluto, l'io dell'amante con l'io del poeta". I sonetti sono impostati secondo uno stile petrarchesco e la Laura ispiratrice di Berryman ha in questi versi il nome Lise. Alcuni studiosi hanno suggerito che il poeta abbia inventato il nome Lise anagrammandolo, secondo lo stile Elisabettiano, dal vocabolo "lies" (bugie). Comunque, il vero nome della musa ispiratrice era Chris e per questo nelle edizioni più recenti dei sonetti il titolo della raccolta è stato mutato da Berryman's Sonnets in Sonnets to Chris.
Nel 1950, Berryman pubblicò una biografia critica dello scrittore Stephen Crane, considerata da alcuni critici troppo dipendente dal modello psicologico di esegesi letteraria usato da Berryman. Infatti, l'autore ha voluto scavare nel profondo dell'infanzia e giovinezza di Crane per trovare l'origine e la spiegazione dell'impressionismo letterario dell'autore de Il segno rosso del coraggio. Berryman non collega la fama di Crane solo al suo romanzo più conosciuto ma considera tutte le sue opere con un interesse così intenso da sembrare quasi un accanimento. Comunque, una fondamentale opera di critica letteraria essenziale per la comprensione di Stephen Crane uomo e scrittore.
La prima opera importante del poeta Berryman, Homage to Mistress Bradstreet, fu inizialmente pubblicata nel 1953 sulla Partisan Review per poi essere pubblicata come libro nel 1956. Quest'opera fu "salutata da Edmund Wilson come il miglior poemetto scritto da un americano dopo The Waste Land"; Conrad Aiken lo definisce "un classico sulla soglia di casa". Il poema è basato sulla vita della prima poetessa statunitense vissuta nel XVII secolo, Anne Bradstreet. L'opera è costituita da 57 strofe, ciascuna di otto versi in rima ed è divisa in cinque sezioni: l'invocazione di Berryman alla Bradstreet, un monologo della Bradstreet, un dialogo tra i due poeti, ancora un monologo della Bradstreet e infine una perorazione di Berryman. In quest'opera "Berryman scopre le radici e le ragioni del suo essere poeta, supera impotenza e frustrazione, raggiunge l'atonement con se stesso e il suo mondo."
Il magnum opus di Berryman resta la raccolta intitolata The Dream Songs che venne pubblicata in due parti. Il primo volume della raccolta, intitolato 77 Dream Songs, venne pubblicato nel 1964 e vinse il Premio Pulitzer per la poesia. Il secondo volume, intitolato His Toy, His Dream, His Rest, venne edito nel 1968 e vinse il National Book Award e il Bollingen Prize. L'anno seguente i due volumi vennero riuniti sotto il titolo The Dream Songs. Nel complesso l'opera contiene 385 canti, ciascuno dei quali è composto da tre strofe di sei versi ciascuna. Nella maggior parte dei componimenti ci si imbatte in un personaggio di nome Henry che parla di sé stesso in prima, seconda e terza persona, a volte egli incontra un amico innominato che gli si rivolge chiamandolo Mr. Bones per dargli consigli inefficaci e spesso umoristici. Nonostante Berryman abbia sempre sostenuto che Henry non lo rappresenti ma che invece sia la rappresentazione di un americano di razza bianca di media età che ha sofferto per una tremenda perdita. Si è ritenuto che "Henry" and "Mr Bones" siano aspetti dello stesso Berryman; se questo non vale per Mr. Bones, allora è probabile che questi rappresenti la Morte che insidia il poeta —secondo la tesi di alcuni critici che hanno preso spunto dalla parola "bones" (ossa). The Dream Songs apertamente riflette di Berryman i pensieri, le ossessioni, la sofferenza e spesso un intendimento cupamente comico della vita. Pur nella difficoltà di approccio a quest'opera - confessata dallo stesso poeta nella 366ª Dream Song "These Songs are not meant to be understood, you understand. / They are only meant to terrify & comfort." -, Berryman, comunque, dimostrò di essere una energia significativa nel mondo letterario e venne annoverato fra i grandi poeti americani.
Nel 1970, Berryman pubblicò un'opera totalmente differente, Love & Fame. In quest'opera il poeta diede vita a versi che, a volte, erano spiritosi e ironici e, a volte, volgari e offensivi. Purtroppo, le condizioni psicofisiche di Berryman a causa dell'abuso di alcol andavano peggiorando.  La maggior parte delle recensioni furono di segno negativo, fatta eccezione per alcune lodi, espresse in particolar modo da Saul Bellow e John Bailey. Nonostante l'accoglienza negativa di quest'opera, bisogna pur dire che lo stile colloquiale e la schiettezza del tema sessuale hanno esercitato un influsso sui poeti più giovani, in special modo su quelli inglesi e irlandesi. 
L'ultimo libro di poesie, Delusions Etc., la sua triste raccolta finale, che Berryman preparò per mandare alle stampe ma che non vide pubblicata, pur contenendo singole poesie meravigliose come 'He Resigns' e 'The Triumph of Beethoven', ha in genere ottenuto scarso successo.
Henry's Fate, un libro di poesie selezionate dai manoscritti lasciati da Berryman, venne pubblicato postumo a cura di John Haffenden. Il curatore nella sua introduzione rende noto che "John Berryman, infine, progettava una sua third epic (dopo Homage e le Songs), il tema della quale avrebbe dovuto essere proprio la ricerca di un tema da parte del poeta, ricerca che sarebbe stata nello stesso tempo abbandonata e coronata da successo nel concentrare Berryman ogni sua attenzione sui propri tre figli e sul loro futuro. The Children - questo avrebbe dovuto essere il titolo del poema, del quale, in Henry's Fate, abbiamo il "Proemio", composto tra il 1° e il 22 giugno del 1971 - 'will include', scrive John Berryman, 'instructions to them on every subject I feel sufficiently strongly about and either know inside-out or am wholly perplext by'.
Postumi vennero pubblicati un libro di saggi, The Freedom of the Poet ed un romanzo, Recovery, che testimonia la lotta di Berryman per uscire dal tunnel dell'etilismo, che per i critici rappresenta, più che un romanzo, un dettagliato resoconto della vita privata di John Berryman.

## Poesia
- Poems (Norfolk, Ct.: New Directions Press, 1942)
- The Dispossessed (New York: William Sloan Associates, 1948)
- Homage to Mistress Bradstreet (New York: Farrar, Straus & Giroux, 1956)
- 77 Dream Songs (New York: Farrar, Straus & Giroux, 1964)
- Berryman's Sonnets[aka Sonnets to Chris] (New York: Farrar, Straus & Giroux, 1967)
- The Dream Songs (New York: Farrar, Straus & Giroux, 1969)
- His Toy, His Dream His Rest (New York: Farrar, Straus & Giroux, 1969)
- Love & Fame (New York: Farrar, Straus & Giroux, 1970)
  - Pubblicati postumi
- Delusions, Etc. (New York: Farrar, Straus & Giroux, 1972)
- Henry's Fate & Other Poems (New York: Farrar, Straus & Giroux, 1977)

### Traduzioni italiane
- Sonetti di Berryman (Roma: Il Labirinto, 2001)
- Omaggio a Mistress Bradstreet (Torino: Einaudi, 1969)

## Prosa
- The Arts of Reading (New York: Thomas Cromwell, 1960)
- Stephen Crane: A Critical Biography (New York: Meridian, 1962)
  - Pubblicati postumi
- Recovery (New York: Farrar, Straus & Giraux, 1973)
- The Freedom of the Poet (New York: Farrar, Straus & Giraux, 1976)